# Rubus moylei
Rubus moylei är en rosväxtart som beskrevs av William Paul Crillon Barton och Riddelsdell. Rubus moylei ingår i släktet rubusar, och familjen rosväxter. Inga underarter finns listade i Catalogue of Life.